# Erkki Nykänen
Erkki Nykänen (ur. w 1969) – fiński skoczek narciarski, brązowy medalista mistrzostw świata juniorów z 1987 roku.
4 lutego 1987 roku w Asiago podczas mistrzostw świata juniorów zdobył brązowy medal w konkursie drużynowym, w którym wystartował wraz z Jarkko Heikkelä, Ari-Pekką Nikkolą oraz Sasu Happonenem. Drużyna Finlandii przegrała wówczas z zespołami Niemieckiej Republiki Demokratycznej i Republiki Federalnej Niemiec.

## Mistrzostwa świata juniorów
| Miejsce | Dzień     | Rok  | Miejscowość | Konkurs                         | Wynik | Strata | Zwycięzca         |
| ------- | --------- | ---- | ----------- | ------------------------------- | ----- | ------ | ----------------- |
| 3.      | 13 lutego | 1985 | Täsch       | Skocznia normalna drużynowo     | 464,9 | 127,4  | Austria           |
| 8.      | 16 lutego | 1985 | Täsch       | Skocznia normalna indywidualnie | 154,0 | 47,0   | Werner Haim       |
| 8.      | 7 lutego  | 1987 | Asiago      | Skocznia normalna indywidualnie | 228,8 | 32,1   | Ari-Pekka Nikkola |
| 3.      | 9 lutego  | 1987 | Asiago      | Skocznia normalna drużynowo     | 614,4 | 32,3   | NRD               |

## Puchar Świata

### Miejsca w poszczególnych konkursach indywidualnychPucharu Świata
| Źródło | Źródło      | Źródło      | Źródło      | Źródło     | Źródło                 | Źródło                 | Źródło                 | Źródło            | Źródło              | Źródło              | Źródło         | Źródło         | Źródło    | Źródło  | Źródło    | Źródło       | Źródło       | Źródło  | Źródło              | Źródło              | Źródło | Źródło | Źródło  | Źródło  | Źródło | Źródło | Źródło | Źródło | Źródło | Źródło | Źródło | Źródło | Źródło | Źródło | Źródło | Źródło | Źródło | Źródło | Źródło | Źródło | Źródło | Źródło | Źródło | Źródło | Źródło | Źródło | Źródło | Źródło | Źródło |
| --- | ----------- | ----------- | ----------- | ---------- | ---------------------- | ---------------------- | ---------------------- | ----------------- | ------------------- | ------------------- | -------------- | -------------- | --------- | ------- | --------- | ------------ | ------------ | ------- | ------------------- | ------------------- | ------ | ------ | ------- | ------- | ------ | ------ | ------ | ------ | ------ | ------ | ------ | ------ | ------ | ------ | ------ | ------ | ------ | ------ | ------ | ------ | ------ | ------ | ------ | ------ | ------ | ------ | ------ | ------ | ------ |
| Sezon 1984/1985                                                                                                   |             |             |             |            |                        |                        |                        |                   |                     |                     |                |                |           |         |           |              |              |         |                     |                     |        |        |         |         |        |        |        |        |        |        |        |        |        |        |        |        |        |        |        |        |        |        |        |        |        |        |        |        |        |
| Thunder Bay | Thunder Bay | Lake Placid | Lake Placid | Oberstdorf | Garmisch-Partenkirchen | Innsbruck              | Bischofshofen          | Cortina d’Ampezzo | Sapporo             | Sapporo             | Sankt Moritz   | Engelberg      | Harrachov | Lahti   | Lahti     | Örnsköldsvik | Falun        | Oslo    | Szczyrbskie Jezioro | Szczyrbskie Jezioro | punkty | punkty | punkty  | punkty  | punkty | punkty | punkty | punkty | punkty | punkty | punkty | punkty | punkty | punkty | punkty | punkty | punkty | punkty | punkty |        |        |        |        |        |        |        |        |        |        |
| - | -           | -           | -           | -          | -                      | -                      | -                      | -                 | -                   | -                   | -              | -              | -         | 68      | 34        | -            | -            | -       | -                   | -                   | 0      | 0      | 0       | 0       | 0      | 0      | 0      | 0      | 0      | 0      | 0      | 0      | 0      | 0      | 0      | 0      | 0      | 0      | 0      |        |        |        |        |        |        |        |        |        |        |
| Sezon 1985/1986                                                                                                   |             |             |             |            |                        |                        |                        |                   |                     |                     |                |                |           |         |           |              |              |         |                     |                     |        |        |         |         |        |        |        |        |        |        |        |        |        |        |        |        |        |        |        |        |        |        |        |        |        |        |        |        |        |
| Thunder Bay | Thunder Bay | Lake Placid | Lake Placid | Chamonix   | Oberstdorf             | Garmisch-Partenkirchen | Innsbruck              | Bischofshofen     | Harrachov           | Liberec             | Klingenthal    | Oberwiesenthal | Sapporo   | Sapporo | Vikersund | Vikersund    | Sankt Moritz | Gstaad  | Engelberg           | Lahti               | Lahti  | Oslo   | Planica | Planica | punkty |        |        |        |        |        |        |        |        |        |        |        |        |        |        |        |        |        |        |        |        |        |        |        |        |
| - | -           | -           | -           | -          | -                      | -                      | -                      | -                 | 59                  | 35                  | -              | -              | -         | -       | -         | -            | -            | -       | -                   | -                   | -      | -      | -       | -       | 0      |        |        |        |        |        |        |        |        |        |        |        |        |        |        |        |        |        |        |        |        |        |        |        |        |
| Sezon 1986/1987                                                                                                   |             |             |             |            |                        |                        |                        |                   |                     |                     |                |                |           |         |           |              |              |         |                     |                     |        |        |         |         |        |        |        |        |        |        |        |        |        |        |        |        |        |        |        |        |        |        |        |        |        |        |        |        |        |
| Thunder Bay | Thunder Bay | Lake Placid | Lake Placid | Chamonix   | Oberstdorf             | Garmisch-Partenkirchen | Innsbruck              | Bischofshofen     | Szczyrbskie Jezioro | Szczyrbskie Jezioro | Oberwiesenthal | Sapporo        | Sapporo   | Lahti   | Lahti     | Örnsköldsvik | Falun        | Planica | Planica             | Rælingen            | Oslo   | punkty | punkty  | punkty  | punkty | punkty | punkty | punkty | punkty | punkty | punkty | punkty | punkty | punkty | punkty | punkty | punkty | punkty | punkty | punkty |        |        |        |        |        |        |        |        |        |
| - | -           | -           | -           | -          | -                      | -                      | -                      | -                 | -                   | -                   | -              | -              | -         | 82      | 31        | -            | -            | -       | -                   | -                   | -      | 0      | 0       | 0       | 0      | 0      | 0      | 0      | 0      | 0      | 0      | 0      | 0      | 0      | 0      | 0      | 0      | 0      | 0      | 0      |        |        |        |        |        |        |        |        |        |
| Sezon 1987/1988                                                                                                   |             |             |             |            |                        |                        |                        |                   |                     |                     |                |                |           |         |           |              |              |         |                     |                     |        |        |         |         |        |        |        |        |        |        |        |        |        |        |        |        |        |        |        |        |        |        |        |        |        |        |        |        |        |
| Thunder Bay | Thunder Bay | Lake Placid | Lake Placid | Sapporo    | Sapporo                | Oberstdorf             | Garmisch-Partenkirchen | Innsbruck         | Bischofshofen       | Gallio              | Sankt Moritz   | Gstaad         | Engelberg | Lahti   | Lahti     | Meldal       | Oslo         | Planica | Planica             | punkty              | punkty | punkty | punkty  | punkty  | punkty | punkty | punkty | punkty | punkty | punkty | punkty | punkty | punkty | punkty | punkty | punkty | punkty | punkty |        |        |        |        |        |        |        |        |        |        |        |
| - | -           | -           | -           | -          | -                      | -                      | -                      | -                 | -                   | 58                  | -              | -              | -         | 70      | 48        | -            | -            | -       | -                   | 0                   | 0      | 0      | 0       | 0       | 0      | 0      | 0      | 0      | 0      | 0      | 0      | 0      | 0      | 0      | 0      | 0      | 0      | 0      |        |        |        |        |        |        |        |        |        |        |        |
| Legenda |             |             |             |            |                        |                        |                        |                   |                     |                     |                |                |           |         |           |              |              |         |                     |                     |        |        |         |         |        |        |        |        |        |        |        |        |        |        |        |        |        |        |        |        |        |        |        |        |        |        |        |        |        |
| 1 2 3 4-10 11-15 poniżej 15 dq – dyskwalifikacja q – zawodnik nie zakwalifikował się - – zawodnik nie wystartował |             |             |             |            |                        |                        |                        |                   |                     |                     |                |                |           |         |           |              |              |         |                     |                     |        |        |         |         |        |        |        |        |        |        |        |        |        |        |        |        |        |        |        |        |        |        |        |        |        |        |        |        |        |